# Památník Heldenberg
Památník Heldenberg v Dolním Rakousku je pantheonem rakouských panovníků a vojevůdců rakouské císařské armády. Byl postaven v roce 1849 Josephem Pargfriederem v jeho zámeckém parku poblíž Kleinwetzdorfu (obec Heldenberg).

## Galerie

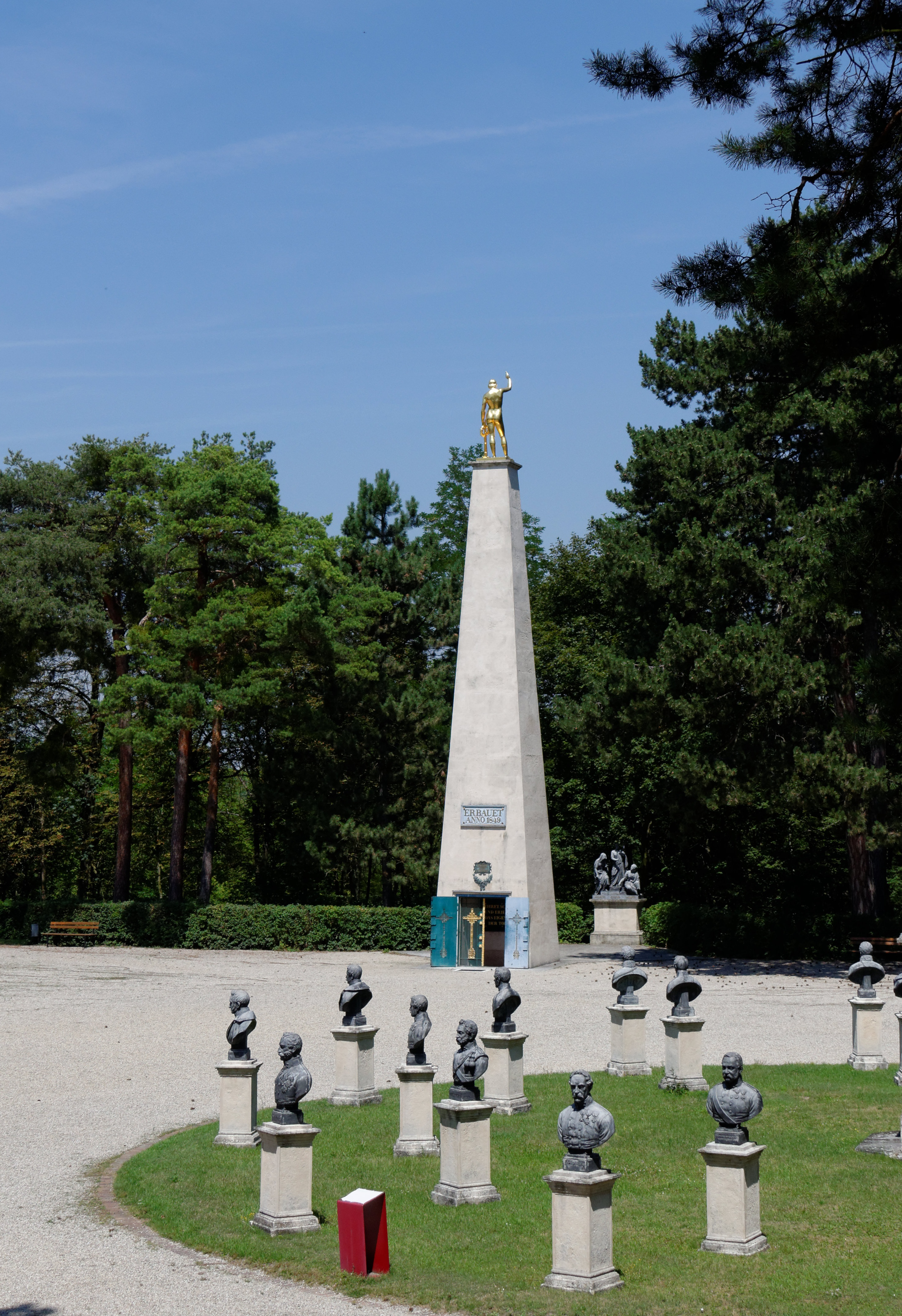
Obelisk se vstupem do krypty
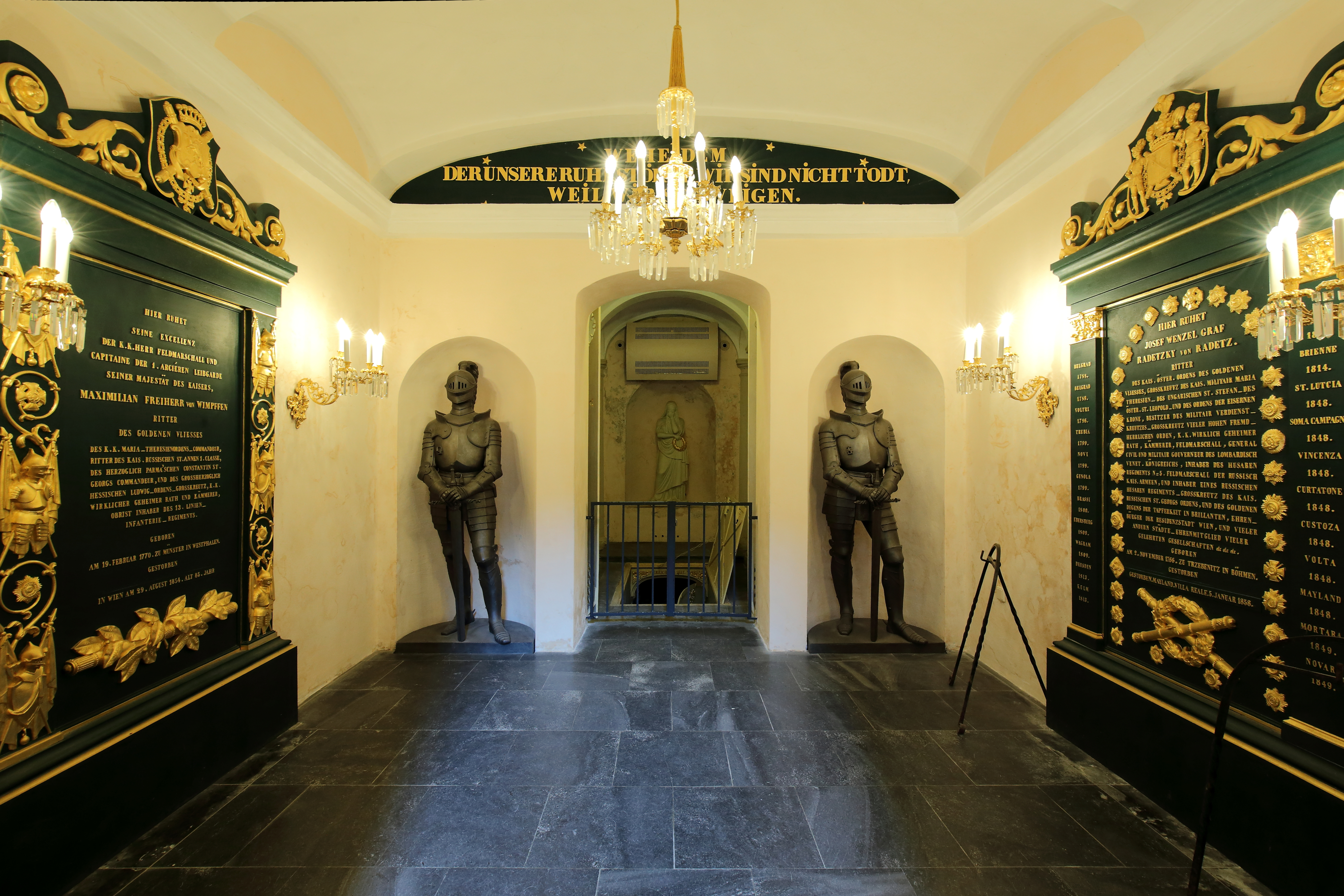
Krypta pod obeliskem
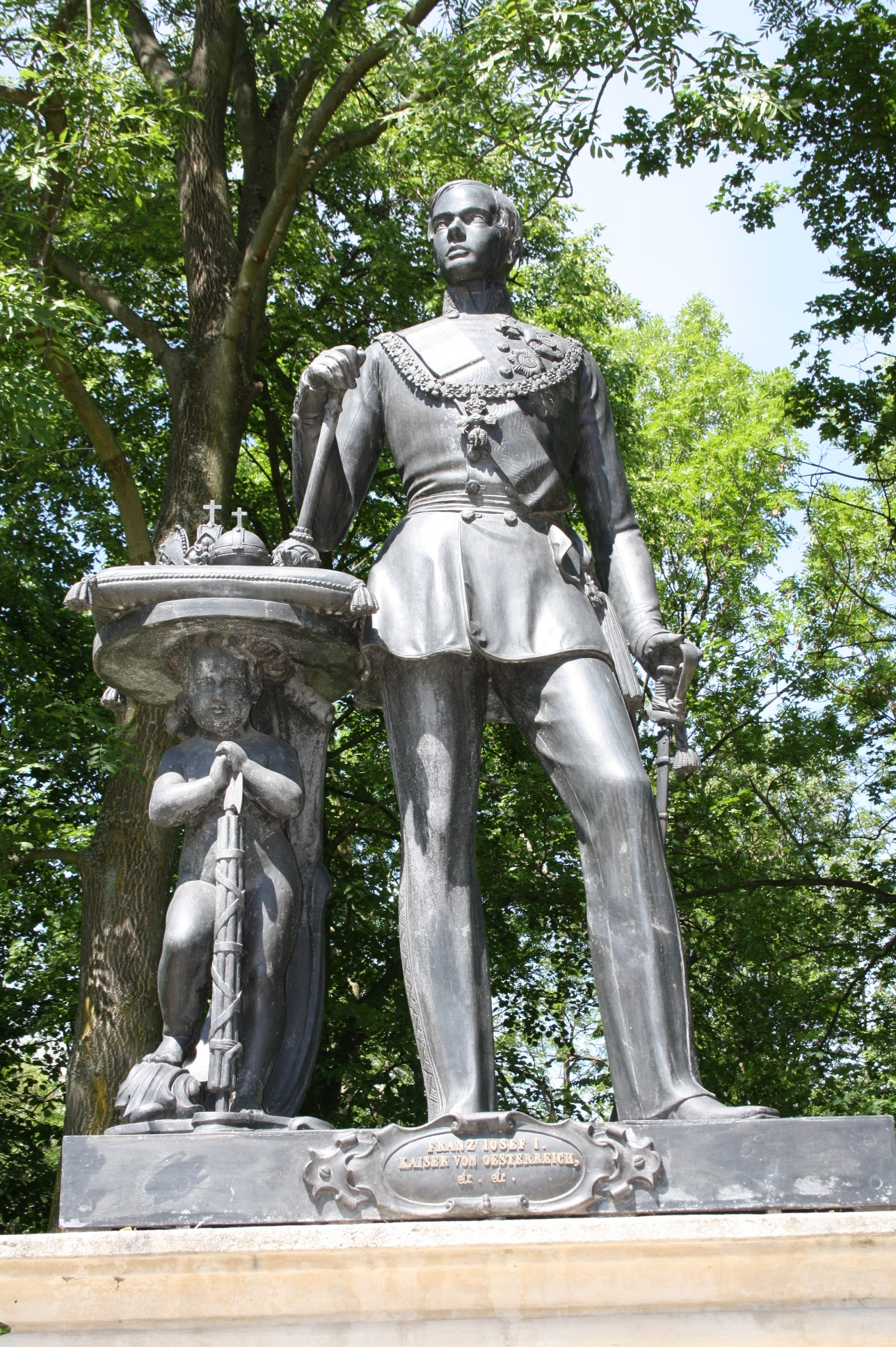
Socha Františka Josefa I.
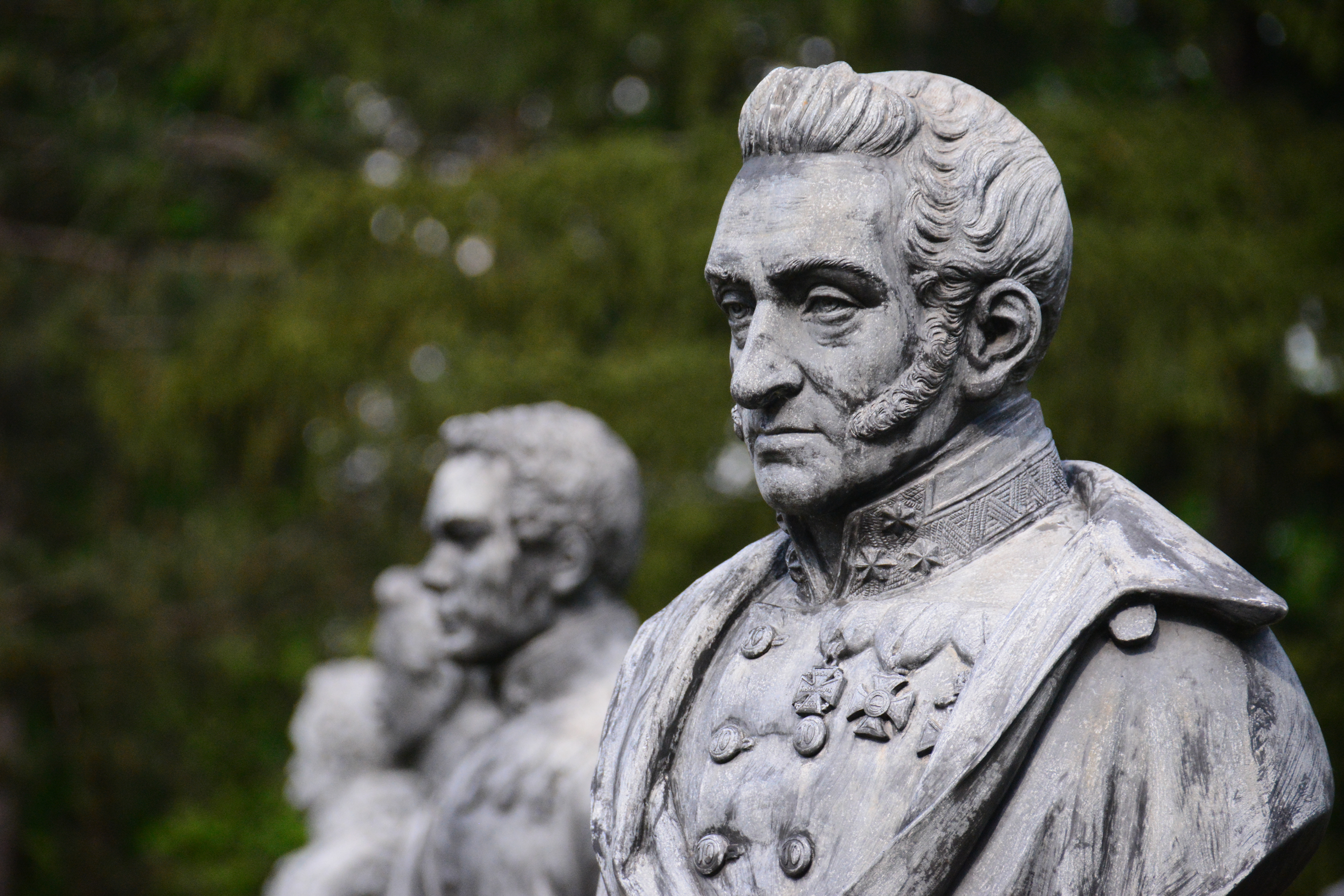
Busta Karla von Kopala